# Flughafen Leticia

i7
i11
i13
Der Flughafen Leticia (spanisch: Aeropuerto Internacional General Alfredo Vásquez Cobo; IATA-Code: LET, ICAO-Code: SKLT) ist ein öffentlicher Flughafen, 15 km von Leticia im kolumbianischen Bundesstaat Departamento de Amazonas entfernt.

## Flughafendaten
Der Flughafen hat eine Asphaltpiste mit 2010 m Länge und 40 m Breite. Die Seehöhe beträgt 95 m.  Das Passagierterminal hat eine Größe von 11.136 m².

## Geschichte
Der Flughafen wurde Ende 1955 als internationaler Flughafen in Betrieb genommen. Aufgrund seiner geografischen Lage wurde Leticia zu einem obligatorischen Zwischenstopp auf den Routen nach Peru, Bolivien und Brasilien. Der Flughafen wurde von Aéreo Colombiano (die spätere Avianca) und ausländischen Unternehmen wie ASA Airways International sowie durch die kolumbianische Luftwaffe genutzt. Später kamen AIDA und Aeropesca Colombia hinzu. Die Linienflüge wurden mit Douglas DC-4 durchgeführt. Von 1955 bis 1972 wurde die Start- und Landebahn des Flughafens permanenten Renovierungsarbeiten unterzogen, die hohe Investitionen aus dem Staatshaushalt erforderten.
Im Oktober 1972, wurde eine neue Start- und Landebahn mit einer Länge von 2010 Metern und einer Breite von 40 Metern mit der Kapazität zur Aufnahme von Boeing 727 und ähnlichen Flugzeugen gebaut. Nach der Fertigstellung nahm Avianca seinen Liniendienst mit Boeing 727-Flugzeugen auf, gefolgt von Aerotal-Diensten mit Caravelle-Flugzeugen. Später nahm SAM den Flugbetrieb mit Lockheed-Electra-Flugzeugen auf den Strecken von Bogotá und Cali nach Leticia mit einem internationalen Flug nach Manaus wieder auf. Der neue internationale Flughafen wurde 1974 eingeweiht und zu Ehren des Generals auf den Namen „Alfredo Vázquez Cobo“ benannt.
Die Frachtunternehmen Aerosucre und später LAS begannen in den 1980er Jahren, die Flughafeneinrichtungen zu nutzen und boten regelmäßige Frachtflüge an, um Nachschub nach Leticia zu bringen und zunächst mit Flugzeugen große Mengen frischen Fisch wie Gambiana oder weißen Cachama für den Markt im Zentrum des Landes zu bringen. DC-6, dann Caravelle und später mit der Boeing 727. Aires (später in  LAN Airlines, letztendlich LATAM Airlines aufgegangen) war damals eine neue Fluggesellschaft, die Leticia regelmäßig mit Boeing 737-700-Flugzeugen anflog.
In den frühen 2000er Jahren war Aerorepública mit Embraer 190 mit regelmäßigen täglichen Flügen und Satena präsent.

## Flugbetrieb
Im Jahr 2021 wurden insgesamt 150.964 Passagiere befördert, 19.175 Tonnen transportiert und 2.716 Flugbewegungen ausgeführt.

## Zwischenfälle
- Am 22. März 1966 verunglückte eine Curtiss C-46 Commando der kolumbianischen Aeropesca Colombia (Luftfahrzeugkennzeichen HK-unbekannt) bei der Landung auf dem Flughafen Leticia. Beide Piloten, die einzigen Insassen auf dem Frachtflug, überlebten den Unfall. Das Flugzeug wurde eventuell irreparabel beschädigt.[4]

- Am 30. April 1973 verunglückte eine Curtiss C-46A-35-CU Commando der kolumbianischen Lineas Aéreas Orientales – LAOS (HK-791) bei der Landung auf dem Flughafen Leticia. Das Flugzeug wurde irreparabel beschädigt. Personen kamen nicht zu Schaden.[5]

- Am 7. Dezember 1985 stürzte eine Douglas DC-6 mit dem Luftfahrzeugkennzeichen FAC-902 der kolumbianischen Luftwaffe bei schlechtem Wetter wenige Minuten nach dem Start vom Flughafen ab. Die Besatzung und 74 Passagiere kamen bei dem Unfall ums Leben. Das Flugzeug führte einen Hilfsflug auf der Strecke Bogotá-Leticia durch, um Passagiere zu transportieren, die Avianca während eines Streiks der Piloten des Avianca–SAM-Systems, die ihren normalen Betrieb für mehrere Tage eingestellt hatten, am Boden zurückgelassen hatte.[6]

- Am 18. November 2006 kollidierte eine Boeing 727-23(F) der kolumbianischen Aerosucre (HK-3667X) im Sichtanflug etwa 3,7 Kilometer vor der Landebahn 21 des Flughafens Leticia mit einer nur 46 Meter hohen Sende-Antenne (CFIT, Controlled flight into terrain). Das auf einem Frachtflug eingesetzte Flugzeug schlug in der Nähe des Ortes San Sebastián de los Lagos auf, wobei alle sechs Insassen (davon drei Besatzungsmitglieder) ums Leben kamen. Zur Zeit des Unfalls waren in diesem Gebiet gute Sicht, jedoch auch einige Nebelbänke gemeldet worden.[7]